# Hydriomena prisca
Hydriomena prisca är en fjärilsart som beskrevs av William Schaus 1922. Hydriomena prisca ingår i släktet Hydriomena och familjen mätare. Inga underarter finns listade i Catalogue of Life.